# Confederazione generale dei sindacati autonomi dei lavoratori
La Confederazione generale dei sindacati autonomi dei lavoratori (CONFSAL) è una delle confederazioni sindacali maggiormente rappresentative sul piano nazionale. Tale riconoscimento le è stato conferito per il settore pubblico dalle rilevazioni dell'Aran - Agenzia per la rappresentanza negoziale delle pubbliche amministrazioni e per il settore privatistico dalle rilevazioni del Ministero del Lavoro in forza di contratti e negoziati stipulati, nonché della diffusione sul territorio nazionale.

## Storia
La CONFSAL è nata nel 1979 per volontà di due sindacati autonomi, lo SNALS e l'UNSA, già da anni alla ribalta del vasto scenario sindacale italiano.
Lo scopo che indusse queste due strutture sindacali a dar vita ad una nuova confederazione non si configurò come punto di arrivo, ma come base di partenza per tentare la totale unificazione del sindacalismo autonomo italiano.
In questo contesto la CONFSAL si pose e tutt'oggi opera e si muove come punto di riferimento e polo aggregante per accelerare questo processo di unione.

## Scopi
La CONFSAL si prefigge di operare per la "realizzazione della tutela e della valorizzazione della persona umana del lavoratore inteso come fondamentale protagonista della vita economica e sociale del Paese".

## Organizzazione
L'organizzazione della struttura e l'iniziativa operativa della CONFSAL è conseguentemente ancorata ai principi di democrazia, pluralismo e indipendenza come supporti necessari finalizzati a garantire un effettivo protagonismo partecipativo.

## Federazioni di categoria
- SNALS - Sindacato nazionale autonomo lavoratori scuola
- UNSA - Unione nazionale sindacati autonomi
- FESICA - Federazione sindacati industria, commercio e artigianato
- F.I.A.L.S. - Federazione Italiana Autonomie Locali e Sanità
- SNALV - Sindacato nazionale autonomo Lavoratori
- Federagri - Federazione agricoltori
- FNA - Federazione nazionale agricoltura
- UNISIN - Unità sindacale Falcri Silcea Sinfub
- Salfi - Sindacato autonomo lavoratori finanziari
- Libersind - Libero sindacato Rai TV - spettacolo
- Fast SLM - Federazione autonoma sindacati trasporti Sindacato Lavoratori Mobilità
- FISMIC - Federazione italiana sindacati metalmeccanici e industrie collegate, ex SIDA Sindacato italiano dell'auto
- CONFSAL COOP - Sindacato nazionale autonomo lavoratori della cooperazione
- DICCAP - Dipartimento camera di commercio autonomie locali e polizia municipali
- SNADAPI Sindacato Nazionale Autonomo Disoccupati Agricoltori Pensionati Invalidi
- S.I.A. - Sindacato Indipendente Agroalimentare
- FAST - FEDERAZIONE AUTONOMA dei SINDACATI dei TRASPORTI
- Falbi - Federazione autonoma lavoratori Banca d'Italia
- CONFSAL PESCA - Sindacato autonomo del settore ittico ed agroalimentare
- S.A.V. - Sindacato Autonomo Vigilanza - Guardie Giurate
- CONFSAL VIGILI DEL FUOCO - Federazione Nazionale - Sindacato Autonomo Comparto Soccorso Pubblico

## Rappresentanze della CONF.S.A.L
- CNEL - Consiglio nazionale dell'economia e del lavoro, con due rappresentanti;
- CIV - Comitato indirizzo e vigilanza dell'INPDAP, con un rappresentante;
- In sottocomitati INPDAP con due rappresentanti;
- Comitato nazionale INPS pensionati dipendenti, con un rappresentante;
- In comitati provinciali INPS e nei CLES - Comitati per l'emersione del lavoro sommerso;
- Comitato di sorveglianza PON - piani occupazionali nazionali.